# 第205师团
第205师团（Dai-nihyakugo Shidan）是日本帝国陆军的一个步兵师团。它的代号是安芸兵团（Aki Heidan）。该师团于1945年4月2日在广岛组建。

## 行动
1945年6月，第205师团驻扎在高知。 它没有进行任何战斗，并在1945年8月15日日本投降后就地解散。